# Caroline Dumas
Pour les articles homonymes, voir Dumas.
Caroline Dumas, née à Casablanca, est une soprano française, considérée comme « l'élève sans doute la plus emblématique du chanteur lyrique Charles Panzéra ».

## Biographie
Après avoir obtenu trois premiers prix au Conservatoire national supérieur de musique et de danse de Paris, elle est engagée à l'Opéra de Paris, elle y chantera tant au Palais Garnier qu'à la salle Favart. C'est sous la direction de chefs prestigieux tels Georges Prêtre, Michel Plasson, Pierre Dervaux, Jésus Etcheverry... qu'elle offrira au public ses plus belles interprétations : Marceline dans Fidelio de Ludwig van Beethoven,  Micaëla dans Carmen, Marguerite du Faust de Charles Gounod, Thaïs de Massenet, Louise de Charpentier… aux côtés d'artistes tels que Montserrat Caballé, Rita Gorr, José Van Dam, Alain Vanzo, Alexandrina Miltcheva, Viorica Cortez... 
Elle s'est également produite durant plus de trente ans dans de nombreuses salles d'opéra à travers le monde. Professeur de chant à l'École normale supérieure de musique-Alfred Cortot de Paris, elle est régulièrement invitée pour des master classes en Égypte, au Maroc, en Chine, en Russie et en Georgie. Dans sa discographie, figurent plusieurs enregistrements avec Gabriel Bacquier.
Elle est la créatrice, en France, du rôle de Lulu de Berg sous la direction musicale de Manuel Rosenthal.

## Discographie
- Horizons lyriques - Live avec Léo Schneydermann, piano. Œuvres de Francesco Paolo Tosti, Jules Massenet, Giacomo Puccini, Francis Poulenc, Umberto Giordano, Henri Duparc, Edvard Grieg, Gabriel Fauré, Georges Bizet, Giuseppe Verdi, Franz Lehár - Maguelone, 2000